# Reading Football Club 2020-2021
Questa voce raccoglie le informazioni riguardanti il Reading Football Club nelle competizioni ufficiali della stagione 2020-2021.

## Maglie e sponsor
| Casa | Trasferta |

Sponsor ufficiale: Casumo
Fornitore tecnico: Macron

## Rosa
Aggiornata al 20 gennaio 2021.
| N. |                           | Ruolo | Calciatore            |
| -- | ------------------------- | ----- | --------------------- |
| 2  | Portogallo (bandiera)     | D     | Tomás Esteves         |
| 3  | Inghilterra (bandiera)    | D     | Omar Richards         |
| 4  | Inghilterra (bandiera)    | D     | Michael Morrison      |
| 5  | Scozia (bandiera)         | D     | Tom McIntyre          |
| 6  | Inghilterra (bandiera)    | D     | Liam Moore (capitano) |
| 7  | Francia (bandiera)        | C     | Michael Olise         |
| 8  | Inghilterra (bandiera)    | C     | Andy Rinomhota        |
| 9  | Inghilterra (bandiera)    | A     | Sam Baldock           |
| 10 | Inghilterra (bandiera)    | C     | John Swift            |
| 11 | Costa d'Avorio (bandiera) | A     | Yakou Méïté           |
| 14 | Inghilterra (bandiera)    | C     | Ovie Ejaria           |
| 15 | Inghilterra (bandiera)    | D     | Lewis Gibson          |
| 17 | Ghana (bandiera)          | D     | Andy Yiadom           |
| 18 | Portogallo (bandiera)     | A     | Lucas João            |
| 20 | Brasile (bandiera)        | C     | Felipe Araruna        |
| 22 | Inghilterra (bandiera)    | P     | Luke Southwood        |
| 24 | Nigeria (bandiera)        | A     | Sone Aluko            |

| N. |                                | Ruolo | Calciatore           |
| -- | ------------------------------ | ----- | -------------------- |
| 28 | Inghilterra (bandiera)         | C     | Josh Laurent         |
| 29 | Inghilterra (bandiera)         | D     | Tom Holmes           |
| 30 | Guinea-Bissau (bandiera)       | C     | Alfa Semedo          |
| 33 | Brasile (bandiera)             | P     | Rafael               |
| 34 | Serbia (bandiera)              | C     | Dejan Tetek          |
| 36 | Inghilterra (bandiera)         | D     | Nelson Abbey         |
| 37 | Inghilterra (bandiera)         | A     | Nahum Melvin-Lambert |
| 38 | Saint Kitts e Nevis (bandiera) | D     | Ethan Bristow        |
| 39 | Inghilterra (bandiera)         | C     | Oliver Pendlebury    |
| 42 | Inghilterra (bandiera)         | C     | Lynford Sackey       |
| 43 | Inghilterra (bandiera)         | D     | Tennai Watson        |
| 44 | Inghilterra (bandiera)         | C     | Ryan East            |
| 46 | Zimbabwe (bandiera)            | C     | Jayden Onen          |
| 47 | Romania (bandiera)             | A     | George Pușcaș        |
| 48 | Inghilterra (bandiera)         | D     | Jeriel Dorsett       |
| 49 | Inghilterra (bandiera)         | C     | Conor Lawless        |
| 50 | Guinea-Bissau (bandiera)       | C     | Mamadi Caba Camará   |